# Congiaire

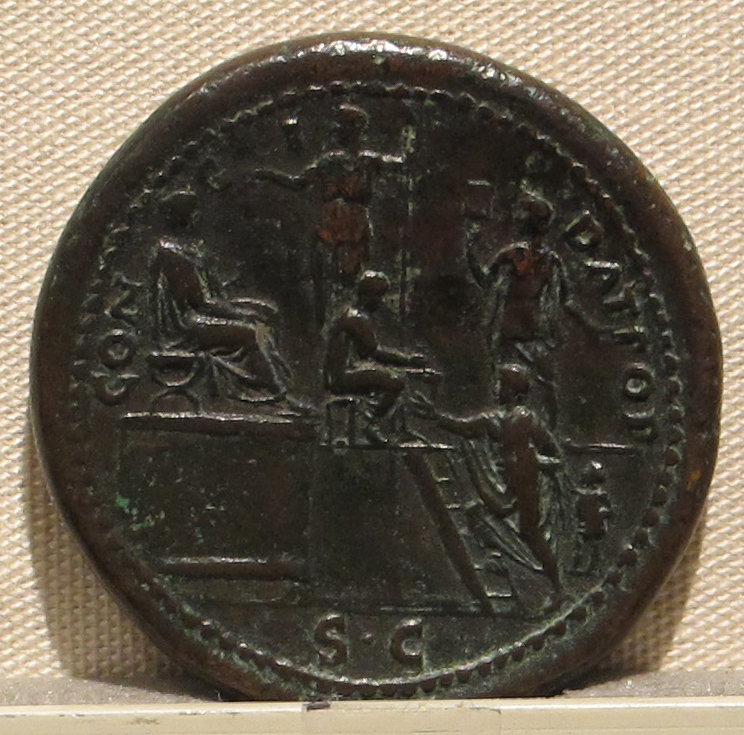
Sesterce de Néron, commémorant un congiaire

Le congiaire (congiarium en latin) est à l’origine un don en nature, notamment d’huile ou de vin, donné au peuple de Rome par les magistrats. Sous l’Empire, il devient plus souvent un don en argent, à l’occasion de grandes victoires, d’une naissance dans la famille impériale ou d’une autre occasion de réjouissances publiques.